# Diacyclops reidae
Diacyclops reidae – gatunek widłonoga z rodziny Cyclopidae, nazwa naukowa gatunku została po raz pierwszy opublikowana w 1999 roku przez Paolę De Laurentiis, Giuseppe Lucio Pesce i Williama F. Humphreysa.